# Nagy Sámuel
Pathi Nagy Sámuel (Komárom, 1773 körül – Komárom, 1810. január 10.) orvosdoktor.

## Életpályája
Komáromi származású; előbb Pozsonyban tanult; 1788. szeptember 5-től Debrecenben a református főiskola felsőbb osztályában folytatta tanulmányait. Főiskolai könyvtárnok is volt, 1796. szeptember 20-tól 1797. március 17-ig pedig főiskolai senior; Csokonai Vitéz Mihálynak jó barátja, aki szintén a diák Csokonai debreceni köréhez tartozott. 1797-ben Iglón írta Gessner-fordításának előszavát; azután Bécsben az orvosi tudományokat hallgatta és ugyanott a nagy kórházban volt gyakornok. Járt külföldi egyetemeken is, nevezetesen Jénában (1798-1799), ahol a mineralógiai társaságnak titkára, később levelező tagja volt. Hazájába visszatérve, mint gyakorlóorvos Komáromban telepedett le. Miután 1801-ben a himlő terjedni kezdett a városban, jó példával akart elöljárni, azért saját gyermekét oltotta be először és így terjedt el a himlőoltás a városban, melyet azután a megyében is gyakorlatba vett. A jenai orvosi társaságnak, a westfáliai királyi természetvizsgáló társaságnak, a gothai és altenburgi erdőmívelő társaságnak tagja volt. Kazinczynak szintén jó barátja volt, vele levelezett. Midőn 1803 májusában Tata közelében Kazinczyt baleset érte, akkor Nagy Sámuel kezelte őt, sőt, az ő házában is tartózkodott hosszabb ideig.

## Munkái
- Brevis et sincera deductio status religionis evangelicorum, juriumque ac legalium libertatum eosdem concernentium, divae olim reginae Hungariae, Mariae Theresiae exhibita. 1790. Hely n.
- Psychologia. Campéből. Pozsony és Komárom, 1794.
- Az Istennek jósága és bölcsessége a természetben. Sander Henrik után. Pozsony és Komárom, 1794. (2. megjobb. és bőv. kiadás. Pozsony. 1798. Elől: Az olvasóhoz, Elöljáró beszéd a II. kiadáshoz, Bécs l. jún. 1797., Cs. Vitéz M. költeményei: Mulik mord egünk homálya… Sander Henrik élete.).
- Dafnis és az első hajós. Gesznerből. Pozsony és Komárom, 1797. (Ism. Irodalomtört. Közlem. 1900.).
- Az oltalmazó himlőről, írta a komáromi nép megvilágosítására különösen. Komárom, 1801.
- Catalogus librorum experientissimi quondam medicinae doctoris… Comaromii, 1810. (Kis 8rét 72 lap).

Levelei Kazinczy Ferenchez: Debreczen 1794. február 15. Komárom 1806. október 26. (Kazinczy Ferenc Levelezése II. V.).